# Tendenzpolitik
Das Wort Tendenzpolitik wurde durch Otto von Bismarck, den ersten Reichskanzler des Deutschen Reiches, in der Auseinandersetzung mit den Parteien geprägt.
Tendenzpolitik ist mir fremd, die habe ich allenfalls getrieben, ehe ich in den Staatsdienst trat, [...] aber für einen preußischen, einen deutschen Minister ist das ganz unmöglich. Ich habe bestimmte, positive, praktische Ziele, zu denen mir mitunter die Linke, mitunter die Rechte geholfen hat [...].
Tendenzpolitik beschreibt die kompromisslose Vertretung von speziellen Teilinteressen durch Klassen- bzw. Interessenparteien gegenüber anderen Klassen- bzw. Interessenparteien. Volksparteien wie in heutiger Form gab es im damaligen Deutschen Reich nicht. Koalitionen, wie in heutiger Form im Deutschen Bundestag, gab es im damaligen Reichstag nicht. Der Reichskanzler wurde durch den Kaiser ernannt und nicht durch das Parlament gewählt, so dass Koalitionen bzw. Bündnisse zwischen den Parteien nicht nötig waren.
Parteien im Deutschen Reich fühlten sich nur zur Vertretung ihrer eigenen Klientel verpflichtet, so dass diese stets ihre Maximalforderungen durchsetzen wollten. Kompromisse und Pragmatismus wurden somit erschwert. Die „Bündnisse“, die Bismarck mit den Parteien schloss, waren zeitbedingt und vom jeweiligen politischen Ziel abhängig. Bismarcks Art der Politik wurde als Schaukelpolitik bekannt.
Die im Parlament vertretenen Parteien waren in Bismarcks Augen nur nützlich, als dass sie dazu dienen, staatlichen Interessen zum Erfolg zu verhelfen. Die Parteien waren somit für Bismarck nur „Mittel zum Zweck“.
So erklärt sich auch das Selbstverständnis von Bismarck, der die oberste Verantwortung zur Durchsetzung der deutschen Interessen beim Reichskanzler sah.